# Slutspil
|  | For alternative betydninger, se Slutspil (skak) og for Stephen Kings roman udgivet som "Slutspil", se Opgøret |
Et slutspil er betegnelsen for den afgørende faser af en sportsbegivenhed. Slutspillet følger efter et grundspil, der i reglen spilles efter et turneringsprincip, mens slutspillet normalt spilles efter cupsystemet med f.eks. 1/8-delsfinaler, kvartfinaler, semifinaler og finale.
Som eksempel på en sportsbegivenhed med slutspil kan nævnes danmarksturneringen i håndbold. I denne turnering spilles der et grundspil, hvor et antal hold spiller to kampe mod hinanden indbyrdes. Når grundspillet er afsluttet, var det tidligere sådan, at de fire bedstplacerede hold fra grundspillet mødte hinanden parvis i to semifinaler (nr. 1 mod nr. 4 og nr. 2 mod nr. 3), der spilles som bedst af tre kampe, hvorpå de to vindere mødtes i finalen. I dag foregår det på en anden måde – se hhv. håndboldligaen (for mænd) eller Damehåndboldligaen.
Andre eksempler på sportsbegivenheder med slutspil:
- Ishockey: Danmarksturneringen, det nordamerikanske mesterskab (NHL)
- Fodbold: Internationale mesterskaber (VM, EM, OL)
- Curling: Internationale mesterskaber (VM, EM, OL)
- Basketball: Danmarksturneringen, det nordamerikanske mesterskab (NBA)
- Amerikansk fodbold: Det nordamerikanske mesterskab (NFL)

| Sport | Spire Denne artikel om sport er en spire som bør udbygges. Du er velkommen til at hjælpe Wikipedia ved at udvide den. |